# Zachary Quinto
Zachary John Quinto (ur. 2 czerwca 1977 w Pittsburghu) – amerykański aktor, reżyser i producent telewizyjny.

## Życiorys

### Wczesne lata
Urodził się w Pittsburghu w rodzinie rzymskokatolickiej irlandzkiego pochodzenia Margaret J. „Margo” (z domu McArdle), która pracowała w firmie inwestycyjnej, a później w gabinecie w magistracie, i włoskiego pochodzenia Josepha Johna „Joego” Quinto, fryzjera, który zmarł na raka, gdy Quinto miał siedem lat. Dorastał z bratem Joe w Green Tree, dzielnicy Pittsburgha, w stanie Pensylwania. Swoje uzdolnienia aktorskie przejawiał już mając 11 lat występując z grupą Pittsburgh CLO-Mini Stars. Został doceniony w szkole średniej i za rolę generała w przedstawieniu Piraci z Penzance (Pirates of Penzance) otrzymał nagrodę im. Gene’a Kelly’ego. W roku 1995 ukończył Central Catholic High School, a następnie w 1999 został absolwentem Carnegie Mellon University.

### Kariera
Zadebiutował na srebrnym ekranie w serialu sci-fi NBC Na granicy światów (The Others, 2000). Następnie pojawiał się gościnnie w serialach CBS: Dotyk anioła (Touched by an Angel, 2001), CSI: Kryminalne zagadki Las Vegas (CSI: Crime Scene Investigation, 2002), Tajne akcje CIA (The Agency, 2002), Odwiedzany (Haunted, 2002) i Joan z Arkadii (Joan of Arcadia, 2004).
Był reżyserem w serialu familijnym kanału Walta Disneya Lizzie McGuire (2002). W serialu 24 godziny (24, 2003-2004) zagrał postać Adama Kaufmana, analityka Counter Terrorist Unit (CTU). Wystąpił także w sitcomie Tori Spelling So noTORIous (2006), serialu Warner Bros. Czarodziejki (Charmed, 2003) jako czarnoksiężnik. Grał Gabriela Sylara Graya, seryjnego mordercę w serialu stacji NBC Herosi (2006-2009). W 2009 i 2013 roku wcielił się w rolę młodego Spocka w filmie J.J. Abramsa Star Trek.
W 2018 wystąpił na Broadwayu w roli Harolda w sztuce Marta Crowleya Chórzyści (The Boys in the Band), u boku aktorów takich jak Jim Parsons, Charles Carver, Andrew Rannells, Robin de Jesús i Tuc Watkins.

## Życie prywatne
W październiku 2011 w jednym z wywiadów wyznał, że jest gejem.
Spotykał się z dominikańsko-amerykańską aktorką Danią Ramirez (2008), Coltonem Haynesem (2009), Jessem Tylerem Fergusonem (2010), Jonathanem Groffem (od 2010 do lipca 2013). W 2013 Quinto związał się z modelem i artystą Milesem McMillanem. Rozstali się w 2019.

## Filmografia

### Filmy fabularne
- 2009: Star Trek jako Spock
- 2011:  Chciwość (Margin Call) jako Peter Sullivan
- 2013: Star Trek: W ciemność jako Spock
- 2015: Hitman: Agent 47 jako John Smith
- 2016: Star Trek: W nieznane jako Spock
- 2017: Jacy Jesteśmy
- 2018: Hotel Artemis
- 2020: Chłopcy z paczki

Gry wideo
- 2013: Star Trek jako Spock (głos)

### Filmy TV
- 2001: Amerykańskie miasto (An American Town) jako Bennet

### Seriale TV
| Rok       | Tytuł                                                              | Rola                                 |
| --------- | ------------------------------------------------------------------ | ------------------------------------ |
| 2000      | Na granicy światów (The Others)                                    | Tony                                 |
| 2001      | Dotyk anioła (Touched by an Angel)                                 | Mike                                 |
| 2002      | Tajne akcje CIA (The Agency)                                       | Jay Lambert                          |
| 2002      | Odwiedzany (Haunted)                                               | Paul Kingsley                        |
| 2002      | Lizzie McGuire                                                     | reżyser                              |
| 2002      | Luz we dwóch (Off Centre)                                          | Smudge                               |
| 2002      | CSI: Kryminalne zagadki Las Vegas (CSI: Crime Scene Investigation) | Mitchell Sullivan                    |
| 2003      | Obława (Dragnet)                                                   | Howard Simme                         |
| 2003      | Cuda (Miracles)                                                    | Messenger                            |
| 2003      | Czarodziejki (Charmed)                                             | Czarownik                            |
| 2003      | Sześć stóp pod ziemią (Six Feet Under)                             | Student                              |
| 2003-2004 | 24 godziny (24)                                                    | Adam Kaufman                         |
| 2004      | Joan z Arkadii (Joan of Arcadia)                                   | Pretensjonalny producent filmowy Bóg |
| 2004      | Hawaje (Hawaii)                                                    | Loomis                               |
| 2005      | Ślepa sprawiedliwość (Blind Justice)                               | Scott Collins                        |
| 2006      | So noTORIous                                                       | Sasan                                |
| 2006      | Jordan w akcji (Crossing Jordan)                                   | Leo Fulton Jr.                       |
| 2006      | Bliźniacy (Twins)                                                  | Jason                                |
| 2006-2009 | Herosi                                                             | Sylar                                |
| 2011      | American Horror Story                                              | Chad Warwick                         |
| 2012      | American Horror Story: Asylum                                      | doktor Oliver Thredson               |
| 2019      | NOS4A2                                                             | Charlie Manx                         |
| 2022      | American Horror Story: New York City                               | Sam                                  |